# Corticaria foveola
Corticaria foveola is een keversoort uit de familie schimmelkevers (Latridiidae). De wetenschappelijke naam van de soort werd in 1817 gepubliceerd door Beck.